# Іммігрант (повість)
«Кімон» (англ. Immigrant) — науково-фантастична повість Кліффорда Сімака, вперше опублікована журналом «Astounding Science Fiction» в березні 1954 року.

## Сюжет
Космічний корабель випадково наткнувся на планету високорозвинутої гуманоїдної цивілізації Кімон, жителі якої володіли телепатією та телекінезом.
Ніхто із потрапивших туди людей не виявив бажання повертатись, але присилав телекінетичною поштою кімонців додому значні суми грошей і хвалебні описи планети як другого Ельдорадо.
Кімон обривав всі варіанти спілкування, окрім запрошення зрідка молодих людей, які мали найкращі оцінки при навчанні.
Хоча розвідка Землі просила всіх молодих іммігрантів на Кімон прислати їм опис реального стану справ на планеті, ніхто з них не надіслів хоч якихось деталей.
Селдон Бішоп теж отримав запрошення і, витративши всі свої заощадження на пристойний зовнішній вигляд, був доставлений на Кімон. Всі його нові знайомі на Землі були раді прислужитися йому, в надії отримати зиск від знайомства з людиною, яка можливо, поділиться з ними інформацією про Кімон.
На Кімоні його зустрів місцевий житель і перемістив у розкішний готель в земному стилі, де для нього був підготовлений добре облаштований номер. Фактично всі його забаганки виконувались автоматизованою шафою.
В номер до нього завітав один із землян і запропонував приєднатись до організації спортивних змагань і тоталізатора для розваги кімонців, які не займаються таким через їхні надзвичайні здібності.
І порадив триматись разом. Під час обіду в готелі до Селдона підходили кімонці і з ввічливості розпитували його про Землю та враження від нового місця.
Після обіду він перетнувся із землянкою Максайн, яка сказала, що земляни тут тільки розважають кімонців, але настане час, коли всі їхні трюки набриднуть.
Селдон повернувся в номер, де шафа порекомендувала йому розважитись переглядом історії в любому місці і часі. Він вибрав перенесення на Сенлакський пагорб під час битви при Гастінгсі, але побачене вразило його своєю жорстокістю.
Наступного дня Селдону в агентстві по найму запропонували почати роботу із самих низів — розважати дітей кімонців, оскільки земні спеціальності не були придатні тут.
Це неприємно вразило його самолюбство, але він погодився. Йому назначили чудову платню, але попередили, що гроші введено тільки для землян.
Він розважав дітей оповіданням легенд про короля Артура.
Коли настав час писати лист на Землю, честолюбство завадило йому написати правду, і він придумав історію як і всі попередні іммігранти.
В розмові з Максайн він дізнався, що всі вони тут раби свого честолюбства, ніхто не бажає безславно повернутись на Землю чи розкрити істинний стан справ.
Єдине, чого вони можуть тут добитись, це покращення житлових умов майже до безкінечності, кімонці з незрозумілих причин доглядають за ними.
Бішоп вирішив старанно виконувати свою роль в надії вивідати наміри кімонців. Він запропонував дітям, котрих доглядав, влаштувати пікнік.
Під вечір повідомивши Бішопу, що в лісі можуть бути звірі, діти покинули його самого і на нього напав хижак, але в останній момент батько дітей врятував його, телепортувавши додому.
Бішоп дійшов до думки, що кімонські діти, як це буває і в земних дітей, не справились з відповідальністю за свого домашнього улюбленця.
А його розкішний готель в порівняння з житлом кімонців, є звичайною собачою будкою.
Можливо, імміграція землян є затією дітей Кімона. Чи все ж таки, це політика дорослих, щоб допомогти земній цивілізації, зробивши їх товаришами по іграх для своїх дітей.
Відповідь на це питання не прояснилась навіть після телекінетичної появи в його номері Максайн, оскільки перенесення могло б бути насправді витівкою когось з дітей, хто читав її думки.